# Eldino Danelutti
Eldino Danelutti (Cividale del Friuli, 8 aprile 1924 – Busto Arsizio, 2004) è stato un calciatore e allenatore di calcio italiano, di ruolo portiere.

## Carriera
Ha giocato in Serie A con la maglia della Pro Patria. Esordì in serie A nelle file della squadra lombarda l'11 marzo 1951 disputando, all'ottava giornata del girone di ritorno, l'incontro Triestina-Pro Patria conclusosi con la vittoria dell'ospitante squadra alabardata con il risultato di 3-1.